# Arbeitsgericht Woldenberg
Das Arbeitsgericht Woldenberg war ein deutsches Arbeitsgericht mit Sitz in Woldenberg.

## Geschichte
Gemäß Arbeitsgerichtsgesetz vom 23. Dezember 1926 wurden in Deutschland Arbeitsgerichte gebildet. Diese waren nur in der ersten Instanz unabhängig, die Landesarbeitsgerichte waren den Landgerichten zugeordnet. Am Landgericht Frankfurt (Oder) entstand so 1927 das Landesarbeitsgericht Frankfurt (Oder) als eines von zwei Landesarbeitsgerichten im Bezirk des Kammergerichtes. In Woldenberg entstand das Arbeitsgericht Woldenberg. Sein Sprengel umfasste den Bezirke der Amtsgerichte Arnswalde, Neuwedell, Reetz und Woldenberg. Es bestand eine gemeinsame Kammer für Arbeiter und Angestellte, Die zuständige Kammer für Handwerk bestand am Arbeitsgericht Landsberg (Warthe).
Im Jahre 1945 wurde der Arbeitsgerichtsbezirk unter polnische Verwaltung gestellt, und die deutschen Einwohner wurden vertrieben. Damit endete auch die Geschichte des Arbeitsgerichtes Woldenberg.